# Carmen Ortiz
Carmen Milagros Ortiz, née le 5 janvier 1956, est une avocate, professeure d'université et ancienne procureure des États-Unis pour le district du Massachusetts.
En 2009, elle est nommée à ce poste par le président récemment élu Barack Obama. Ortiz est à la fois la première femme et le premier hispanique à exercer les fonctions de procureur américain pour le Massachusetts. Elle succède à Michael Sullivan à ce poste, Michael J. Loucks agissant comme procureur américain par intérim entre la démission de Sullivan et la confirmation d'Ortiz. Les poursuites les plus notables de son bureau comprennent celles de Whitey Bulger, Tarek Mehanna et Dzhokhar Tsarnaev, ainsi que les poursuites controversées d'Aaron Swartz qui ont abouti à son suicide.
En décembre 2016, Carmen Ortiz annonce qu'elle quittera son poste en janvier. Son annonce n'était pas inattendue, du fait que le président Donald Trump aie pouvoir de nommer de nouveaux procureurs américains.

## Origines et éducation
Née à New York de parents portoricains, Carmen Ortiz a grandi à East Harlem. Elle a déclaré que, dans sa jeunesse, la série télévisée Perry Mason a été le déclencheur de sa vocation d'avocate. Après avoir obtenu son diplôme de l'école Saint Agnes en 1974, Carmen Ortiz obtient son BBA (Bachelor in Business Administration) à l'université Adelphi en 1978, tout en travaillant dans la boutique de cadeaux de sa famille pendant ses années étudiantes. Elle obtient ensuite son JD (Juris Doctor) au National Law Center de l'Université George Washington en 1981.
L'été 1980, Carmen Ortiz fait un stage dans la section de l'intégrité publique du ministère de la Justice des États-Unis avec Eric Holder, qui deviendra plus tard procureur général des États-Unis. Elle a également travaillé sur la réforme judiciaire au Guatemala avec le professeur de Harvard Philip Heymann, qui fut l'ancien procureur du Watergate et l'ancien procureur général adjoint .

## Carrière juridique
De 1981 à 1983, Carmen Ortiz est avocate à la division pénale du ministère de la Justice des États-Unis. Elle devient ensuite procureur de district adjoint dans le comté de Middlesex, dans le Massachusetts, pour deux mandats : de 1983 à 1988 et de 1991 à 1994. En 1988, elle entre dans le secteur privé avec le cabinet d'avocats Braintree Marinelli & Morisi, où elle travaillera jusqu'en 1989. Carmen Ortiz coordonne le Center for Criminal Justice de la faculté de droit de Harvard de 1988 à 1991. En 1990, après avoir été nommée par le commissaire de la NFL Paul Tagliabue, elle siège dans la commission qui a enquêté sur les allégations de harcèlement sexuel contre des membres des Patriots de la Nouvelle-Angleterre. En 1997, celle devient procureur adjoint des États-Unis.
En septembre 2017, Carmen Ortiz rejoint le cabinet d'avocats Anderson & Kreiger basé à Boston. En décembre 2019, elle devient associée du cabinet.
En mai 2009, les sénateurs Ted Kennedy et John Kerry recommandent Ortiz au président Obama pour le poste vacant de procureur des États-Unis dans le district du Massachusetts. Le 18 septembre, Obama nomme Ortiz pour le poste. Le 5 novembre, le Sénat américain confirme sa nomination par consentement unanime.
Carmen Ortiz est à la fois la première femme et la première hispano-descendante à exercer les fonctions de procureur des États-Unis pour le district du Massachusetts.
Carmen Ortiz a été repoussée dans plusieurs décisions sévèrement formulées par des juges sur des affaires portées par son bureau. Ces affaires ont été accusées d'« étirement des preuves » et d'« exagération flagrante » par la juge fédérale Judith Dein, de « poursuites excessives » et « inhabituelles » par le juge fédéral Douglas Woodlock et d'être « exagérées » par la juge fédérale Nancy Gertner.

### L'affaire du col blanc
En 2011, le bureau d'Ortiz est responsable de la poursuite de l'avocate générale de GlaxoSmithKline Lauren Stevens. En fin de compte, le tribunal a rejeté l'affaire, jugeant que « ce serait une erreur judiciaire de permettre que cette affaire soit soumise au jury »,.
Le 23 mars 2012, le bureau d'Ortiz obtient des actes d'accusation du grand jury contre l'ancien commissaire de probation de l'État John J. O'Brien et deux de ses anciens adjoints, Elizabeth Tavares et William Burke III, pour leur implication dans la gestion d'un système d'embauche fictif dans lequel amis et des membres de la famille des législateurs et des demandeurs d'emploi ayant des liens politiques ont été embauchés en lieu et place de candidats plus qualifiés. Chacun d'eux fait face à un chef d'accusation de complot de racket et à dix chefs d'accusation de fraude postale pour avoir envoyé des lettres de rejet à des candidats dont ils savaient qu'ils n'allaient jamais les considérer. S'ils sont reconnus coupables, ils risquent jusqu'à 20 ans de prison pour chacun des onze chefs d'accusation. Carmen Ortiz déclare alors que les actes d'accusation sont « une étape dans une enquête en cours »,.
En 2015, elle poursuit une escroquerie de « délit d'initié » de 1,1 million de dollars impliquant deux Indiens d'Amérique, Iftikar Ahmed et Amit Kanodia, qui implique le partage d'informations privilégiées menant à des gains illégaux à la Bourse de New York.

### L'affaire Whitey Bulger
Le bureau de Carmen Ortiz mène les poursuites contre le gangster Whitey Bulger. Le 6 juillet 2011, Bulger est traduit en justice devant un tribunal fédéral. Il plaide non coupable de 48 chefs d'accusation, dont 19 chefs d'accusation de meurtre, d'extorsion, de blanchiment d'argent, d'entrave à la justice, de parjure, de distribution de stupéfiants et de violations d'armes.
Le bureau d'Ortiz a également mené des poursuites contre la petite amie de Bulger, Catherine Greig. En mars 2012, Greig plaide coupable de complot en vue d'héberger un fugitif, de fraude d'identité et de complot en vue de commettre une fraude d'identité. Le 12 juin 2012, elle est condamnée à huit ans d'emprisonnement dans un pénitencier fédéral.
Carmen Ortiz dirige les poursuites contre le pharmacien américain Tarek Mehanna, accusé, entre autres crimes, d'avoir traduit et publié en ligne des documents décrits par les procureurs comme de la propagande d'Al-Qaïda. Les avocats de Mehanna ont fait valoir qu'il n'avait jamais essayé de rejoindre un groupe armé et n'avait jamais essayé de blesser qui que ce soit, et que ses activités sur Internet étaient protégées par le premier amendement américain. En avril 2012, Mehanna est condamné par un tribunal fédéral de Boston pour quatre chefs d'accusation liés au terrorisme et trois autres pour avoir menti à des agents du FBI et à d'autres responsables fédéraux américains.
Carmen Ortiz essuie des tirs après que son bureau a été impliqué dans l'arrestation, le 19 janvier 2013, d'un homme qui « ressemble beaucoup » à un suspect de trafic de drogue recherché. L'homme est libéré par un magistrat fédéral le lendemain après que les procureurs ont admis « un doute important » que l'homme arrêté était bien le suspect.

### Affaire Donald Gonczy
Carmen Ortiz est « réprimandée par une cour d'appel fédérale en 2004 pour avoir préconisé une peine de prison plus sévère pour un accusé de fraude que ce qu'elle lui avait promis dans un accord de négociation de plaidoyer ». Dans un accord de plaidoyer, Carmen Ortiz avait accepté la clémence, mais elle « plaide substantiellement » pour une peine plus sévère. La Cour d'appel statue qu'Ortiz « a violé l'accord de plaidoyer qu'elle avait conclu avec Gonczy », et annule par conséquent la peine.

### Affaire de confiscation du motel Caswell
Le bureau d'Ortiz cherche à confisquer le Motel Caswell à Tewksbury, Massachusetts à son propriétaire, Russ Caswell. Les procureurs ont soutenu que, malgré le fait que Caswell lui-même n'avait jamais été inculpé d'aucun crime, ses biens faisaient l'objet d' une confiscation civile en tant que site d'activité criminelle perdurant. La porte-parole d'Ortiz déclare : « Le gouvernement pensait qu'il s'agissait d'une affaire importante, non seulement pour la ville de Tewksbury, qui subit depuis des décennies les activités criminelles du Motel Caswell, mais également en raison de l'important message dissuasif qu'elle envoie à d'autres qui pourraient fermer les yeux sur les crimes commis sur leur lieu d'affaires. » La propriété était alors le lieu de pas moins de quinze crimes liés à la drogue entre 1994 et 2008. Selon Caswell, ce chiffre est infime étant donné qu'il loue environ 14 000 chambres par an ,,,. Caswell est représenté par l'Institute for Justice, un cabinet d'avocats libertaire d'intérêt public, à but non lucratif, qui intervient fréquemment dans les affaires de confiscation d'avoirs.
Le 24 janvier 2013, la juge d'instance américaine Judith Dein se range du côté de Caswell,. Dans une décision écrite, Dein rejette l'action de confiscation du gouvernement, jugeant que Caswell, « qui essayait de tirer un revenu d'une entreprise située dans une zone infestée de drogue qui présentait de grands risques pour sa sécurité et celle de sa famille, a pris tout mesures raisonnables pour prévenir le crime. La résolution de ce problème de criminalité par le gouvernement ne devrait pas consister simplement à lui saisir sa propriété. » Dans la décision, le tribunal critique l'accusation d'avoir « exagéré les preuves » et s'être livrée à une « exagération grossière »,.
Après avoir envisagé un appel, son bureau a annoncé qu'en mars 2013 il ne poursuivrait pas l'affaire,.

### Poursuite d'Aaron Swartz
Le bureau d'Ortiz poursuit le programmeur informatique et activiste Internet Aaron Swartz. En 2011, Aaron Swartz est arrêté pour téléchargement en masse non autorisé d'articles gratuits à partir de l'archive Internet de revues scientifiques JSTOR, et ce en violation des conditions d'utilisation de JSTOR ,,. Dans un communiqué de presse de 2011 annonçant l'inculpation d'Aaron Swartz sur des accusations fédérales, Carmen Ortiz déclare : « Voler, c'est voler, que vous utilisiez une commande informatique ou un pied de biche, et que vous preniez des documents, des données ou des dollars. Il est tout aussi préjudiciable à la victime que vous vendiez ce que vous avez volé ou que vous le donniez. » .
Après que les procureurs d'État ont abandonné leurs charges, les procureurs fédéraux déposent un acte d'accusation qui supplée la charge initiale, ajoutant neuf autres chefs d'accusation, ce qui augmente l'exposition criminelle maximale de Swartz à 50 ans d'emprisonnement et 1 million de dollars d'amende.
Les poursuites engagées par Carmen Ortiz impliquaient ce qui a été qualifié par de nombreux critiques tels que l'ancien avocat de la Maison-Blanche John Dean de «surfacturation » et de poursuites « trop zélées » pour les crimes informatiques présumés,.
Au total, les procureurs ont inculpé Aaron Swartz de 13 chefs d'accusation, en dépit du fait que le MIT et JSTOR aient choisi de ne pas engager de poursuites civiles : il risquait 30 ans de prison.
Aaron Swartz se suicide le 11 janvier 2013, avant que l'affaire ne soit jugée,. Plus de 60 000 personnes demandent à la Maison-Blanche de destituer Carmen Ortiz de ses fonctions pour « dépassement »,,,. Le 15 janvier 2013, à la suite de son suicide, toutes les charges retenues contre Aaron Swartz sont abandonnées,. Le lendemain, Carmen Ortiz publie une déclaration affirmant que son bureau n'avait jamais eu l'intention de demander des sanctions maximales contre Aaron Swartz.
Cependant, le même jour, le mari d'Ortiz, Tom Dolan, directeur d'IBM, réprimande la famille Swartz pour avoir publié une déclaration critiquant les procureurs et le MIT. Il rationalise ainsi : « Vraiment incroyable que dans l'avis de décès de leur propre fils, ils blâment les autres pour sa mort et ne fassent aucune mention de l'offre de 6 mois. » Le rédacteur d'Esquire, Charlie Pierce, rétorque : « La désinvolture avec laquelle son mari et ses défenseurs ont jeté « seulement » six mois de prison fédérale, à faible sécurité ou non, est une indication supplémentaire que quelque chose est sérieusement détraqué avec la façon dont nos procureurs pensent ces jours-ci ».
Le Massachusetts Lawyers Weekly publie un article d'opinion de l'avocat de la défense pénale du Massachusetts Harvey Silverglate sur l'affaire. Il déclare que des avocats connaissant bien l'affaire lui ont dit que le bureau du procureur du comté de Middlesex a prévu que l'« affaire de Swartz soit continuée sans résultat, Swartz dûment réprimandé puis renvoyé à la société civile pour poursuivre son travail électronique de pionnier dans un cadre moins discutable sur le plan juridique » ,. « En vertu d'une telle disposition », a déclaré plus tard Silverglate à Declan McCullagh de CNET, « l'accusation est suspendue ("continuée") sans aucun verdict ("sans conclusion"). Le prévenu est en probation pour une période de quelques mois à peut-être quelques années au maximum ; si le défendeur n'a pas d'autres problèmes juridiques, l'accusation est rejetée et le défendeur n'a pas de casier judiciaire. C'est ce que les avocats s'attendaient à ce qu'il se produise lorsque Swartz a été arrêté. Mais ensuite, les fédéraux ont pris le relais. . . .». « La tragédie est survenue », a écrit Silverglate, « lorsque le bureau d'Ortiz a pris en charge l'affaire pour envoyer "un message" » ,.
Le WBUR de Boston a rapporté en février 2013 qu'Ortiz devait témoigner devant l'enquête du Comité de la Chambre sur la surveillance et la réforme du gouvernement sur le traitement de l'affaire Aaron Swartz . Le ministère de la Justice a donné un briefing privé sur l'affaire, puis, en mars 2013, le procureur général Eric Holder a défendu les poursuites agressives d'Ortiz devant le comité judiciaire du Sénat, qualifiant cela de « bon usage du pouvoir discrétionnaire du procureur » .
En janvier 2015, deux ans après la mort d'Aaron Swartz, la Maison-Blanche a refusé de donner suite à la pétition visant à révoquer Carmen Ortiz de ses fonctions .

### Attentats du marathon de Boston
Le bureau d'Ortiz a mené l'enquête sur l'attentat du marathon de Boston. Le 27 juin 2013, Carmen Ortiz dévoile un acte d'accusation de 30 chefs d'accusation contre le suspect Dzhokhar Tsarnaev . Le 10 juillet 2013, Tsarnaev plaide non coupable de tous les chefs d'accusation.
Le 8 août 2013, deux des amis de Tsarnaev sont inculpés d'entrave à la justice fédérale. Une autre poursuite d'Ortiz, cette fois contre l'ami de Tamerlan, Khairullozhon Matanov, qui a plaidé coupable plutôt que d'encourir 20 ans de prison, a été décrite comme trop zélée.

### Affaire Martin Gottesfeld
En 2017, Carmen Ortiz poursuit Gottesfeld en vertu de la Computer Fraud and Abuse Act pour avoir supprimé le site Web de l'hôpital pour enfants de Boston lors d'une campagne de dons en ligne pour protester contre le traitement de Justina Pelletier par l'hôpital,. Pelletier a été enlevée à sa famille par l'hôpital en vertu d'une loi controversée du Massachusetts ,,.
Martin Gottesfeld a revendiqué une attaque d'Anonymous qui a empêché le Boston Children's Hospital (et d'autres établissements de traitement) de recevoir des dons pendant une période limitée avec des attaques par déni de service qui ont brièvement empêché l'accès à un site Web ou un serveur public. Il est détenu pour jugement depuis février 2016 et avait signalé qu'il était en grève de la faim et a affirmé qu'il avait été placé à l'isolement en guise de punition pour sa grève de la faim,.

### Piquet de grève/extorsion des Teamsters
En 2014, Carmen Ortiz poursuit 5 militants des Teamsters pour avoir organisé un piquet de grève à l'émission Top Chef du réseau Bravo pour extorsion et racket à la suite de leur grève dénonçant ne pas avoir embauché de chauffeurs syndicaux.
Quatre des cinq accusés ont été acquittés, le membre restant plaidant coupable à des accusations moins graves.

## Reconnaissance
En 2011, le Boston Globe l'a nommée « Bostonienne de l'année » pour ses poursuites pour « corruption et criminalité en col blanc » . Le magazine Boston l'a qualifiée de troisième personne la plus puissante de Boston en 2012 pour ses poursuites pour corruption contre l'ancien président de la Chambre des représentants du Massachusetts Salvatore DiMasi, l'ancienne sénatrice de l'État Dianne Wilkerson et l'ancien conseiller municipal de Boston Chuck Turner.

## Vie privée
Carmen Ortiz a deux filles et est marié à l'exécutif d'IBM Thomas J. Dolan ; son premier mari, Michael Vittorio Morisi, est décédé en 2000.
Carmen Ortiz aurait envisagé une campagne pour le gouverneur du Massachusetts, mais elle a nié tout intérêt pour une telle course. Cette décision est également intervenue dans la foulée de l'accusation impopulaire de Swartz, d'autres critiques décrivant son bilan professionnel comme marqué par un « style de leadership sans intervention » et un « excès de zèle ».